# Chinatown (banda)
Chinatown fue un grupo de Hip Hop integrado por Priteo (Prt), Ganda (GND) y Dj Uve.

## Biografía
Durante los años 90, Priteo y Dj Uve formaron parte del grupo Falsa identidad con el que editaron las maquetas Costa norte (1995) y Estilo tranquilo (1996) así como el disco 21 (Avoid, 1998). Paralelamente [Ganda] desde Torrelavega ,continuó realizando trabajos de producción musical junto a Pérez bajo el nombre artístico de Pareja de ases. Con él editó una demo homónima. Tras disolverse el grupo Ganda publicó un disco titulado Tras la reja de alambre (Avoid, 1998) producido mayormente por Dj Uve. Tras varias colaboraciones y giras compartidas, formaron Chinatown a finales de 1999.
La creación del primer trabajo de Chinatown fue complicada, debido a la dispersión geográfica del grupo. Priteo vive en Santander, Ganda en Torrelavega y Dj Uve en Madrid. Consiguieron reunirse para crear el primer disco en el año 2003 titulada Llenos de amor por, publicado por FAK Records, un LP muy logrado y bien recibido por la crítica. Este disco debut fue grabado en los estudios propios del grupo, llamados LoboLab.
Después de esta buena experiencia, graban su segundo LP Opio (2005).
En junio de 2007 publicaron el maxisencillo Carta bomba de forma exclusiva en vinilo de 12 pulgadas, siendo la primera vez que este grupo editaba usando este formato. En marzo de 2008 le siguió Uranio, también editado exclusivamente en 12 pulgadas. Dj Uve se considera un amante de este soporte, y por eso estaban interesados en sacar su trabajo de esta manera. Los trabajos cuentan con temas que adelantan su tercer LP y otros exclusivos para los 12 pulgadas, así como instrumentales y acapellas de los cortes incluidos.
Finalmente, en junio de 2010, se publicó su tercer larga duración, Sobre Mojado. Este disco puso el punto final a la vida del grupo, que se separó oficialmente un mes después del lanzamiento del disco.

## Discografía
- "Llenos de amor por" (LP) (FAK Records) (2003)
- "Opio" (LP) (Mari Nakome) (2005)
- "Carta Bomba" (12") (1L Records) (2007)
- "Uranio" (12") (1L Records) (2008)
- "Sobre Mojado" (LP) (1L Records) (2010)

## Colaboraciones
- Perros callejeros "Perdedores del barrio" (2005)
- Mítiko & DJ Yata "La vida absurda" (2006)
- Jahmal de Maraña "Así es la vida" (2007)
- El Sr. Rojo "Cuero obrero" (2008)
- DJ Yata "Prt aka Kinki P" (Clases de disciplina Vol. 1, 2008)
- DJ Yata "Condena-Ganda" (Clases de disciplina Vol. 1, 2008)
- DJ Yata "Uve aka El Vigilante" (Clases de disciplina Vol. 1, 2008)
- VV.AA. "Ama La Música" (2009)

### Colaboraciones individuales
- Dobleache "Nada como sí" (2001) (Un tema producido por Dj Uve)
- Mendozah "Devenir" (2002) (Dos temas producidos por Dj Uve)
- El Sr. Rojo "Historias Del Barrio X" (2002) (Una producción y scratches de Dj Uve)
- Maraña "Instinto" (2003) (Colaboración de Priteo y Ganda)
- Fusión Klan "Bajo El Suelo II: Malis Jarkor" (2003) (Varias colaboraciones de Priteo y Ganda)
- Élite Sakana "22" (2004) (Colaboración de Priteo)
- Estudios Blancos "Version 1.0" (2005) (Colaboraciones de Priteo, Ganda y Dj Uve)
- YoesDee "XIII" (2006) (Un tema producido por Dj Uve, colaboración de Priteo)
- Kromo "Calambre EP" (2006) (Una producción de Dj Uve)
- VV.AA. "Hispano All Scratchs" (2006) (Una producción y scratches de Dj Uve)
- Mítiko & DJ Yata "La Vida Absurda" (2006) (Una colaboración de Ganda y una producción de Dj Uve)
- Élite Sakana "Realidad" (2007) (Colaboraciones de Priteo y Dj Uve)
- Estudios Blancos "Version 2.0" (2008) (Una colaboración de Ganda, otra de Priteo y otra de Dj Uve)
- D Doble E/Cardioraps "Todos Los Ojos En El Norte" (2008) (Una colaboración de Dj Uve, otra de Priteo y otra de Ganda)
- El Sr. Rojo "Madrid aprieta" (2008) (Tres temas producidos por Dj Uve)
- Científico "Seguimos perdiendo" (2009) (Dos colaboraciones de Ganda)
- The Louk "Caso Omiso" (2009) (Una colaboración de Priteo y Ganda)
- Post187 & El Gordo "Devocionario Callejero" (2010) (Una colaboración de Dj Uve)
- Kodigo Norte "Sin Corte" (2010) (Una colaboración de Priteo y Ganda)
- Seczión Treze "Aquí y ahora" (2011) (Una colaboración de Ganda)